# Henan (cheval)
Pour l’article homonyme, voir Henan.
Le Henan (chinois : 河南 ; pinyin : henan), ou trait Henan, est une race de chevaux de trait aptes à la selle, originaire de la province du même nom, en Chine. Race présumée très locale et méconnue, sa situation n'est pas connue avec précision.

## Histoire
Il existe qu'un faible nombre d'information à propos de ce la race Henan : elle ne figure pas dans la seconde édition de l'ouvrage de l'université d'Oklahoma recensant les races de chevaux (2007), ni dans l'édition de 2016 de l'encyclopédie de CAB International, n'étant mentionnée que dans la base de données DAD-IS, et dans le guide de Delachaux et Niestlé, Tous les chevaux du monde (2014).
D'après le guide Delachaux, qui la référence sous le nom de « trait Henan », cette race a été créée pour répondre aux besoins en travail de traction dans les plaines cultivées du Henan, tout en pouvant aussi servir sous la selle.

## Description
Le guide Delachaux indique une taille moyenne de 1,50 m. La tête est plutôt grande, l'encolure courte, le poitrail et la croupe sont larges ; cette dernière étant un peu inclinée. Les pieds sont solides. 
Le Henan présente de la force.

## Utilisations
La race est sélectionnée prioritairement pour la traction, notamment agricole, ainsi que pour l'attelage.

## Diffusion de l'élevage
La base de données DAD-IS n'indique ni effectifs, ni niveau de menace pour la race référencée sous le nom anglais de Henan Light Draught (en français : « trait léger Henan »). Le Henan est présumé être une race locale méconnue. L'étude menée par l'université d'Uppsala en 2010 le considère comme une race de chevaux asiatique locale, dont le niveau de menace est inconnu ; l'évaluation de la FAO réalisée en 2007, n'avait pas permis non plus de déterminer de niveau de menace sur le Henan Light Draught.